# Linkkabel

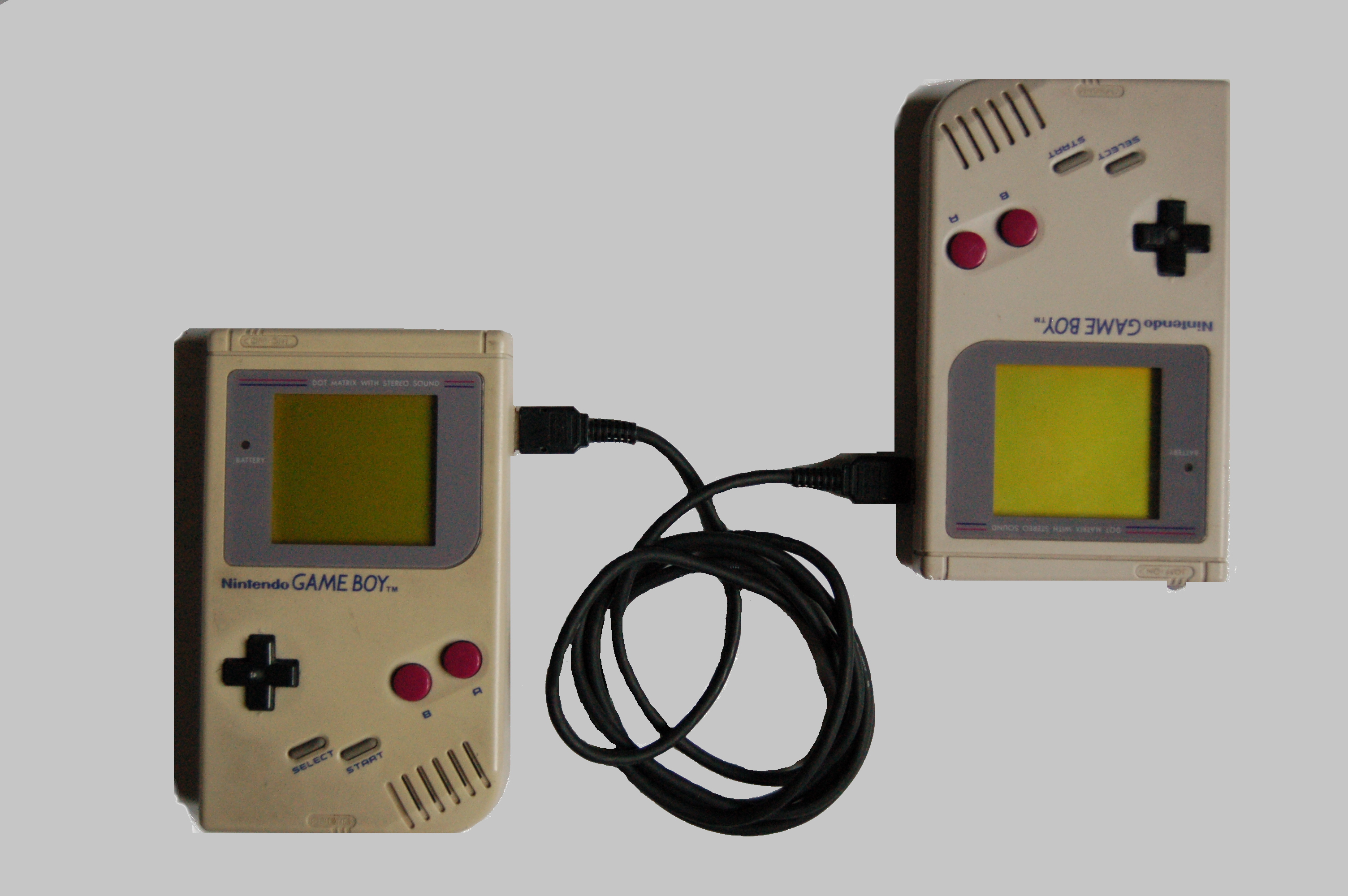
Twee Gameboys verbonden met een linkkabel.

Linkkabel is een verzamelnaam voor kabels die elektronische producten met elkaar verbinden zodat deze met elkaar kunnen communiceren.
Enkele voorbeelden:
- De linkkabel voor de Texas Instruments en de Casio rekenmachine. Om zowel twee rekenmachines op elkaar aan te sluiten of om een rekemachine met de computer te verbinden. Zo kunnen er onderling bestanden worden uitgewisseld, zoals zelfgemaakte programma's, spiekbriefjes, spelletjes, back-ups, etc.

- De linkkabel om twee of meerdere Gameboys op elkaar aan te sluiten. Zo wordt het mogelijk gemaakt om multiplayer-games met elkaar te spelen.